# Beylongue
Beylongue (okzitanisch: Vath Longa) ist eine französische Gemeinde mit 402 Einwohnern (Stand: 1. Januar 2022) im Département Landes in der Region Aquitanien. Sie gehört zum Arrondissement Dax und zum Kanton Pays Morcenais Tarusate. Die Einwohner werden Beylonguais genannt.

## Geografie
Die Gemeinde Beylongue liegt im Südwesten der Landes de Gascogne, dem größten Waldgebiet Westeuropas, etwa 29 Kilometer nordöstlich von Dax und etwa 26 Kilometer westnordwestlich von Mont-de-Marsan. Im Südwesten der Gemeinde verläuft der Fluss Retjons. Umgeben wird Beylongue von den Nachbargemeinden Villenave im Norden, Ousse-Suzan im Nordosten, Saint-Yaguen im Osten, Carcen-Ponson im Süden sowie Rion-des-Landes im Westen.

## Bevölkerungsentwicklung
| Jahr                       | 1962 | 1968 | 1975 | 1982 | 1990 | 1999 | 2011 | 2021 |
| -------------------------- | ---- | ---- | ---- | ---- | ---- | ---- | ---- | ---- |
| Einwohner                  | 504  | 393  | 372  | 317  | 305  | 300  | 372  | 387  |
| Quellen: Cassini und INSEE |      |      |      |      |      |      |      |      |

## Sehenswürdigkeiten
- Kirche Saint-Pierre, seit 1996 Monument historique

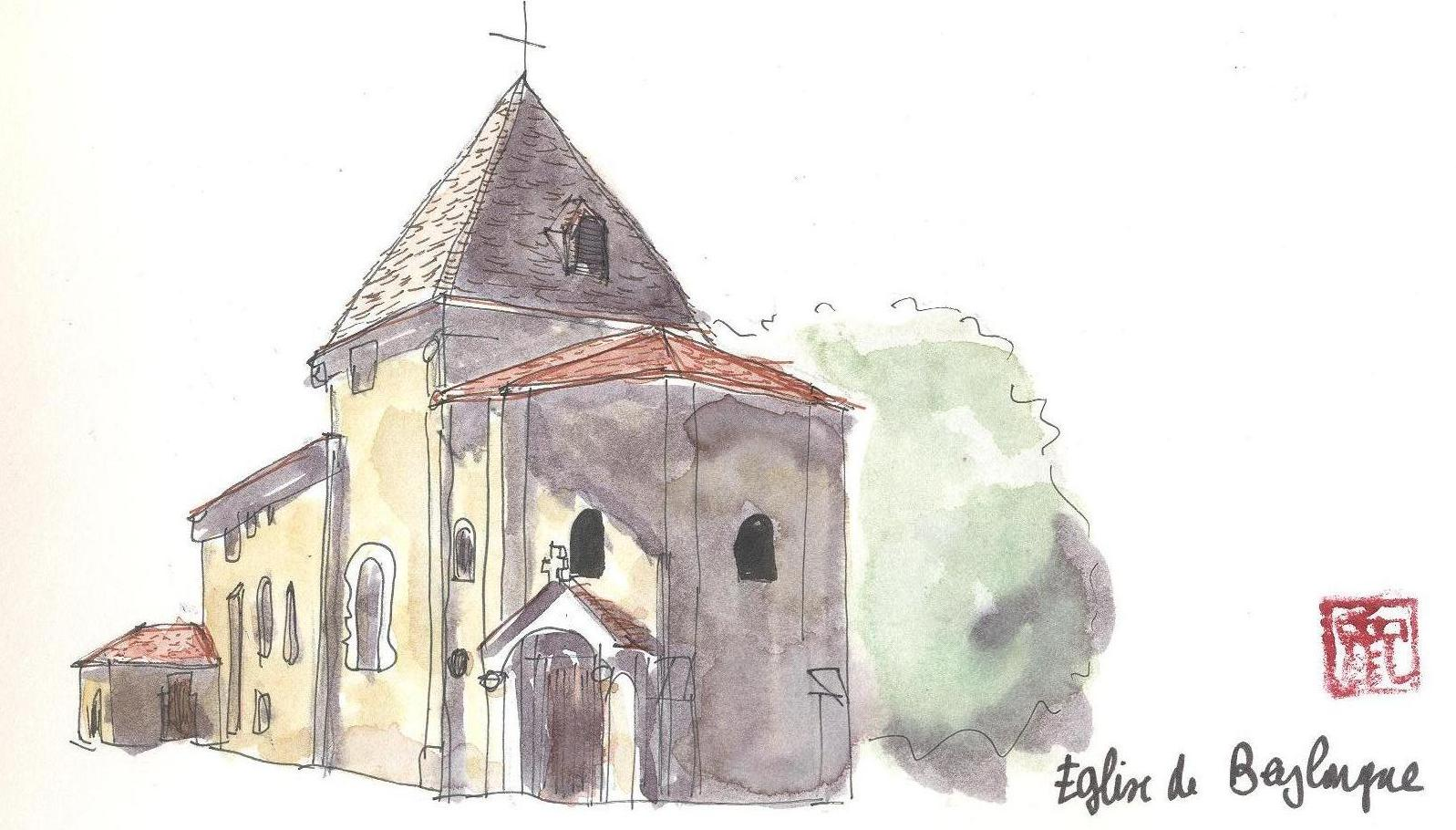
Aquarell der Kirche Saint-Pierre

- Schloss Bétan